# 北美斑鸭
，是雁形目鸭科的一种鸟类。

## 特征
北美斑鸭体重约843.42克，翼长约244.5毫米，嘴峰长约59.2毫米，喙宽度约21.9毫米，喙厚度约15.9毫米，跗蹠长约40.5毫米，尾长约85.2毫米。北美斑鸭是部分迁徙的鸟类，其栖息在开放的湖泊、沼泽等湿地环境中，食性为草食性，主要食物来源是水生植物。

## 亚种
- ：分布于美国东南部（佛罗里达州）。
- ：分布于美国墨西哥湾沿岸（阿拉巴马州至德克萨斯州南部）和墨西哥东北部；被引进到南卡罗来纳州。[4]